# Pándi Marianne
Pándi Marianne (Budapest, 1924. augusztus 30. – Budapest, 2009. szeptember 12.) magyar zenetörténész, a négykötetes Hangversenykalauz szerzője, Schwimmer János operaénekes édesanyja.

## Életpályája
A budapesti Zeneművészeti Főiskola zongora tanszakán tanult 1946-tól 1950-ig. Tehetségét kevésnek tartotta a művészpályához, ezért 1951 és 1956 között elvégezte az újonnan indult zenetudományi szakot, s ezzel az első magyar zenetudósnő lett, amit büszkén emlegetett. Zongoratudását házimuzsikálások alkalmával hasznosította.
Tanárai Kósa György, Ungár Imre (zongora) és Szabolcsi Bence (zenetudomány) voltak. 1958 és 1987 között az Országos Filharmónia műsorfüzeteit szerkesztette, 1969–1984 között a Hungarian Music News felelős szerkesztőjeként dolgozott. Tevékenysége a magyar zenekritika legjobb és legnemesebb, Péterfy Jenő, Tóth Aladár és Csáth Géza által fémjelzett hagyományát folytatta. Rendszeresen publikált zenekritikákat a Magyar Nemzetben.

## Főbb művei
Szerkesztői és kritikusi munkásságát jelentős monográfiák írása és fordítása kísérte. Könyveinek sorát 1960-ban Az olasz zene története nyitotta meg, majd ezt az irányt folytatta a Monteverdi-kötet, később egy Ravel-biográfia. Pándi Marianne-t, az aktív kritikust a magyar kritika múltja is érdekelte; 1967-ben jelent meg a 19. századra visszatekintő Száz esztendő zenekritikája című dokumentumgyűjteménye, melyet 2001-ben Hangászati mulatságok címmel adott ki újra. Pándi érdeklődését a 20. századi orosz zene iránt három angol nyelven megjelent munka fordítása mutatja: Robert Craft Stravinskyval folytatott beszélgetései, Sosztakovics Testamentum című emlékiratai és egy Prokofjev-életrajz, amely New Yorkban jelent meg a hatvanas években, Egy szovjet tragédia címmel. Népszerűségét Pándi Marianne azonban mindenekelőtt négykötetes Hangversenykalauzával vívta ki, melynek kötetei 1972-től kezdve jöttek ki, legújabb kiadása pedig 2005-ben jelent meg, s amely az értő hangverseny-látogató közönség alapműve lett.
- Az olasz zene története 1–2.; Zeneműkiadó, Bp., 1960 (Bibliotheca musica, 6–7.)
- Claudio Monteverdi; Gondolat, Bp., 1961 (Kis zenei könyvtár, 19.)
- Claudio Monteverdi; ford. románra Constantin Olariu; Editura Muzicală, Bucureşti [Bukarest], 1963
- Kósa György; Zeneműkiadó, Bp., 1966 (Mai magyar zeneszerzők)
- Száz esztendő magyar zenekritikája. 1793–1898; Zeneműkiadó, Bp., 1967
- Walter Kolneder: Antonio Vivaldi. 1678–1741. Élete és művészete; ford. Pándi Marianne; Gondolat, Bp., 1970
- Maurice Ravel; Gondolat, Bp., 1978 (Szemtől szemben)
- Hangversenykalauz 1–4.; Zeneműkiadó, Bp., 1972–1980
- Testamentum. Dmitrij Sosztakovics emlékei Szolomon Volkov szerkesztésében; ford. Pándi Marianne, a Sosztakovics-művek jegyzékét összeáll., utószó Csuhai István; Európa, Bp., 1997
- Hangászati mulatságok. A 19. század magyar zenei élete a kritikák tükrében; Mágus, Bp., 2001 (Élet-képek)
- Hangversenykalauz; kieg. Könyves Klaudia, Saxum, Bp., 2005–

## Díjai
- Szabolcsi Bence-díj (2007)